# 憲法草稿評林
憲法草稿評林（けんぽうそうこうひょうりん）とは、民権家らにより作成された私擬憲法。
成立時期は、明治13年（1880年）7月頃から明治14年（1881年）初めまたは10月頃、あるいは同年11月から明治15年（1882年）頃までとされている。

## 概要
明治13年7月に当時の立法機関であった元老院で作成した日本国憲案第三次案（最終案）があった。しかし、伊藤博文、岩倉具視から「西洋各国憲法を模倣するに熱中して日本の国体人情を無視している」との反対意見が出て不採択になり、国家の機密文書として公表を禁じられた。憲法草稿評林には、機密文書である日本国憲案第三次案を民権家らが何らかの方法で入手し、それぞれの憲法の条文の後に評論（「下段評論」とする）を記したものと、さらにそれに評論（「上段評論」とする）が記されたものが存在する。正確には、前者を「憲法草稿評林」、後者を「憲法草稿評林一」としている。元老院の日本国憲案第三次案を元に、二つの憲法構想が論争的に展開され、他の私擬憲法とは異なる形態を持つ。
当時、作成された多くの私擬憲法と同様に尊王の立場をとり、天皇統治を前提としながらも、国家の大権は天皇と議会により共有・分有される君民共治を主張し、その具体化および制度化を試みている。天皇に対する過度な神聖性・無答責を否定し、国民投票における廃位の制度を提示している。帝位の継承者は皇族の範囲に限定されつつも、女帝や皇室親族の大臣家まで範囲を広げている。建国原理となる天皇制を継承しつつ、大統領制の可能性を提示するラディカルなものであった。
上段評論の筆者は、小田為綱とみる研究者がほとんどである。下段評論の筆者の候補者は数名存在する。歴史家の色川大吉は岩手の民権家である鈴木舎定を、東京教育大学名誉教授で憲法学者の稲田正次は嚶鳴社の主要メンバーである青木匡を、歴史学者の小西豊治は立憲改進党のリーダーでのちに衆議院議長を務めた島田三郎と推定している。